# Popis reprezentativaca na Svjetskom prvenstvu u nogometu – Francuska 1998.
Na Svjetskom nogometnom prvenstvu u Francuskoj 1998. nastupilo je 32 reprezentacije. U svakoj od njih, nacionalni izbornici su mogli odabrati 22 reprezentativca za svoju selekciju s time da su na svojem popisu morali imati po trojicu vratara. Ukupno je odabrano 704 igrača.

## Skupina A

### Brazil
| #         | Pozicija      | Ime              | Datum rođenja       | Klub                |
| --------- | ------------- | ---------------- | ------------------- | ------------------- |
| 1         | Vratar        | Cláudio Taffarel | 8. svibnja 1966.    | Atlético Mineiro    |
| 2         | Branič        | Cafú             | 7. lipnja 1970.     | AS Roma             |
| 3         | Branič        | Aldair           | 30. studenog 1965.  | AS Roma             |
| 4         | Branič        | Júnior Baiano    | 14. ožujka 1970.    | Flamengo            |
| 5         | Vezni         | César Sampaio    | 31. ožujka 1968.    | Yokohama F. Marinos |
| 6         | Branič        | Roberto Carlos   | 10. travnja 1973.   | Real Madrid         |
| 7         | Vezni         | Giovanni         | 4. veljače 1972.    | FC Barcelona        |
| 8         | Vezni         | Dunga            | 31. listopada 1963. | Júbilo Iwata        |
| 9         | Napadač       | Ronaldo          | 22. rujna 1976.     | Inter Milan         |
| 10        | Vezni         | Rivaldo          | 19. travnja 1972.   | FC Barcelona        |
| 11        | Vezni         | Emerson          | 4. travnja 1976.    | Bayer Leverkusen    |
| 12        | Vratar        | Carlos Germano   | 14. kolovoza 1970.  | Vasco da Gama       |
| 13        | Branič        | Zé Carlos        | 14. studenog 1968.  | São Paulo           |
| 14        | Branič        | Gonçalves        | 22. veljače 1966.   | Botafogo            |
| 15        | Branič        | André Cruz       | 20. rujna 1968.     | AC Milan            |
| 16        | Vezni         | Zé Roberto       | 6. srpnja 1974.     | Flamengo            |
| 17        | Vezni         | Doriva           | 28. svibnja 1972.   | Porto               |
| 18        | Vezni         | Leonardo         | 5. rujna 1969.      | AC Milan            |
| 19        | Vezni         | Denílson         | 24. kolovoza 1977.  | São Paulo           |
| 20        | Napadač       | Bebeto           | 16. veljače 1964.   | Botafogo            |
| 21        | Napadač       | Edmundo          | 2. travnja 1971.    | Fiorentina          |
| 22        | Vratar        | Dida             | 7. listopada 1973.  | Cruzeiro            |
| Izbornik: | Mário Zagallo |                  |                     |                     |

### Maroko
| #         | Pozicija     | Ime                   | Datum rođenja      | Klub                |
| --------- | ------------ | --------------------- | ------------------ | ------------------- |
| 1         | Vratar       | Abelkader El Brazi    | 5. studenog 1964.  | FAR Rabat           |
| 2         | Branič       | Abdelilah Saber       | 21. travnja 1974.  | Sporting Lisabon    |
| 3         | Branič       | Abdelkrim El Hadrioui | 6. ožujka 1972.    | Benfica             |
| 4         | Branič       | Youssef Rossi         | 28. lipnja 1973.   | Rennes              |
| 5         | Branič       | Smahi Triki           | 1. kolovoza 1967.  | Lausanne            |
| 6         | Branič       | Noureddine Naybet     | 10. veljače 1970.  | Deportivo la Coruña |
| 7         | Vezni        | Mustapha Hadji        | 16. studenog 1971. | Deportivo la Coruña |
| 8         | Vezni        | Saïd Chiba            | 18. rujna 1970.    | Compostela          |
| 9         | Napadač      | Abdeljalil Hadda      | 21. ožujka 1972.   | Club Africain       |
| 10        | Napadač      | Abderrahim Ouakili    | 11. prosinca 1970. | 1860 München        |
| 11        | Vezni        | Ali El Khattabi       | 17. siječnja 1977. | Heerenveen          |
| 12        | Vratar       | Driss Benzekri        | 31. prosinca 1970. | RS Settat           |
| 13        | Branič       | Rachid Neqrouz        | 10. travnja 1972.  | Bari                |
| 14        | Napadač      | Salaheddine Bassir    | 5. rujna 1972.     | Deportivo la Coruña |
| 15        | Branič       | Lahcen Abrami         | 31. prosinca 1969. | Wydad Casablanca    |
| 16        | Vezni        | Rachid Azzouzi        | 10. siječnja 1971. | Greuther Fürth      |
| 17        | Vezni        | Gharib Amzine         | 3. svibnja 1973.   | Mulhouse            |
| 18        | Vezni        | Youssef Chippo        | 10. svibnja 1973.  | Porto               |
| 19        | Branič       | Jamal Sellami         | 6. listopada 1970. | Raja Casablanca     |
| 20        | Branič       | Tahar El Khalej       | 16. lipnja 1968.   | Benfica             |
| 21        | Napadač      | Rachid Rokki          | 8. studenog 1974.  | SCC Mohammédia      |
| 22        | Vratar       | Mustapha Chadili      | 14. veljače 1973.  | Raja Casablanca     |
| Izbornik: | Henri Michel |                       |                    |                     |

### Norveška
| #         | Pozicija   | Ime                 | Datum rođenja       | Klub              |
| --------- | ---------- | ------------------- | ------------------- | ----------------- |
| 1         | Vratar     | Frode Grodås        | 24. listopada 1964. | Tottenham Hotspur |
| 2         | Branič     | Gunnar Halle        | 11. kolovoza 1965.  | Leeds United      |
| 3         | Branič     | Ronny Johnsen       | 10. lipnja 1969.    | Manchester United |
| 4         | Branič     | Henning Berg        | 1. rujna 1969.      | Manchester United |
| 5         | Branič     | Stig Inge Bjørnebye | 11. prosinca 1969.  | Liverpool         |
| 6         | Vezni      | Ståle Solbakken     | 27. veljače 1968.   | Aalborg           |
| 7         | Vezni      | Erik Mykland        | 21. srpnja 1971.    | Panathinaikos     |
| 8         | Vezni      | Øyvind Leonhardsen  | 17. kolovoza 1970.  | Liverpool         |
| 9         | Napadač    | Tore André Flo      | 15. lipnja 1973.    | Chelsea           |
| 10        | Vezni      | Kjetil Rekdal       | 6. studenog 1968.   | Hertha Berlin     |
| 11        | Vezni      | Mini Jakobsen       | 8. studenog 1965.   | Rosenborg         |
| 12        | Vratar     | Thomas Myhre        | 16. listopada 1973. | Everton           |
| 13        | Vratar     | Espen Baardsen      | 7. prosinca 1977.   | Tottenham Hotspur |
| 14        | Branič     | Vegard Heggem       | 13. srpnja 1975.    | Rosenborg         |
| 15        | Branič     | Dan Eggen           | 13. siječnja 1970.  | Celta Vigo        |
| 16        | Vezni      | Jostein Flo         | 3. listopada 1964.  | Strømsgodset      |
| 17        | Vezni      | Håvard Flo          | 4. travnja 1970.    | Werder Bremen     |
| 18        | Napadač    | Egil Østenstad      | 2. siječnja 1972.   | Southampton       |
| 19        | Branič     | Erik Hoftun         | 3. ožujka 1969.     | Rosenborg         |
| 20        | Napadač    | Ole Gunnar Solskjær | 26. veljače 1973.   | Manchester United |
| 21        | Vezni      | Vidar Riseth        | 21. travnja 1972.   | LASK Linz         |
| 22        | Vezni      | Roar Strand         | 2. veljače 1970.    | Rosenborg         |
| Izbornik: | Egil Olsen |                     |                     |                   |

### Škotska
| #         | Pozicija    | Ime              | Datum rođenja       | Klub              |
| --------- | ----------- | ---------------- | ------------------- | ----------------- |
| 1         | Vratar      | Jim Leighton     | 24. srpnja 1958.    | Aberdeen          |
| 2         | Vezni       | Jackie McNamara  | 24. listopada 1973. | Celtic            |
| 3         | Branič      | Tom Boyd         | 24. studenog 1965.  | Celtic            |
| 4         | Branič      | Colin Calderwood | 20. siječnja 1965.  | Tottenham Hotspur |
| 5         | Branič      | Colin Hendry     | 7. prosinca 1965.   | Blackburn Rovers  |
| 6         | Branič      | Tosh McKinlay    | 3. prosinca 1964.   | Celtic            |
| 7         | Napadač     | Kevin Gallacher  | 23. studenog 1966.  | Blackburn Rovers  |
| 8         | Vezni       | Craig Burley     | 24. rujna 1971.     | Celtic            |
| 9         | Napadač     | Gordon Durie     | 6. prosinca 1965.   | Glasgow Rangers   |
| 10        | Vezni       | Darren Jackson   | 25. srpnja 1966.    | Celtic            |
| 11        | Vezni       | John Collins     | 31. siječnja 1968.  | AS Monaco         |
| 12        | Vratar      | Neil Sullivan    | 24. veljače 1970.   | Wimbledon         |
| 13        | Napadač     | Simon Donnelly   | 1. prosinca 1974.   | Celtic            |
| 14        | Vezni       | Paul Lambert     | 7. kolovoza 1969.   | Celtic            |
| 15        | Vezni       | Scot Gemmill     | 2. siječnja 1971.   | Nottingham Forest |
| 16        | Branič      | David Weir       | 10. svibnja 1970.   | Hearts            |
| 17        | Vezni       | Billy McKinlay   | 22. travnja 1969.   | Blackburn Rovers  |
| 18        | Branič      | Matt Elliott     | 1. studenog 1969.   | Leicester City    |
| 19        | Branič      | Derek Whyte      | 31. kolovoza 1968.  | Aberdeen          |
| 20        | Napadač     | Scott Booth      | 16. prosinca 1971.  | Utrecht           |
| 21        | Vratar      | Jonathan Gould   | 18. srpnja 1968.    | Celtic            |
| 22        | Branič      | Christian Dailly | 23. listopada 1973. | Derby County      |
| Izbornik: | Craig Brown |                  |                     |                   |

## Skupina B

### Austrija
| #         | Pozicija         | Ime                  | Datum rođenja      | Klub              |
| --------- | ---------------- | -------------------- | ------------------ | ----------------- |
| 1         | Vratar           | Michael Konsel       | 6. ožujka 1962.    | AS Roma           |
| 2         | Vezni            | Markus Schopp        | 22. veljače 1974.  | Sturm Graz        |
| 3         | Branič           | Peter Schöttel       | 26. ožujka 1967.   | Rapid Beč         |
| 4         | Branič           | Anton Pfeffer        | 17. kolovoza 1965. | Austria Beč       |
| 5         | Branič           | Wolfgang Feiersinger | 30. siječnja 1965. | Borussia Dortmund |
| 6         | Branič           | Walter Kogler        | 12. prosinca 1967. | Cannes            |
| 7         | Napadač          | Mario Haas           | 16. rujna 1974.    | Sturm Graz        |
| 8         | Vezni            | Heimo Pfeifenberger  | 29. prosinca 1966. | Werder Bremen     |
| 9         | Napadač          | Ivica Vastić         | 29. rujna 1969.    | Sturm Graz        |
| 10        | Vezni            | Andreas Herzog       | 10. rujna 1968.    | Werder Bremen     |
| 11        | Vezni            | Martin Amerhauser    | 23. srpnja 1974.   | Casino Salzburg   |
| 12        | Branič           | Martin Hiden         | 11. ožujka 1973.   | Leeds United      |
| 13        | Vezni            | Harald Cerny         | 13. rujna 1973.    | 1860 München      |
| 14        | Napadač          | Hannes Reinmayr      | 23. kolovoza 1969. | Sturm Graz        |
| 15        | Vezni            | Arnold Wetl          | 2. veljače 1970.   | Rapid Beč         |
| 16        | Vratar           | Franz Wohlfahrt      | 1. srpnja 1964.    | VfB Stuttgart     |
| 17        | Vezni            | Roman Mählich        | 17. rujna 1971.    | Sturm Graz        |
| 18        | Vezni            | Peter Stöger         | 11. travnja 1966.  | LASK Linz         |
| 19        | Napadač          | Toni Polster         | 10. ožujka 1964.   | 1. FC Köln        |
| 20        | Vezni            | Andreas Heraf        | 10. rujna 1967.    | Rapid Beč         |
| 21        | Vratar           | Wolfgang Knaller     | 9. listopada 1961. | Austria Beč       |
| 22        | Vezni            | Dietmar Kühbauer     | 4. travnja 1971.   | Real Sociedad     |
| Izbornik: | Herbert Prohaska |                      |                    |                   |

### Kamerun
| #         | Pozicija      | Ime                 | Datum rođenja      | Klub                 |
| --------- | ------------- | ------------------- | ------------------ | -------------------- |
| 1         | Vratar        | Jacques Songo'o     | 17. ožujka 1964.   | Deportivo la Coruña  |
| 2         | Vezni         | Joseph Elanga       | 2. svibnja 1979.   | Tonnerre Yaoundé     |
| 3         | Branič        | Pierre Womé         | 26. ožujka 1979.   | Lucchese             |
| 4         | Branič        | Rigobert Song       | 1. srpnja 1976.    | Metz                 |
| 5         | Branič        | Raymond Kalla       | 22. travnja 1975.  | Panachaiki           |
| 6         | Branič        | Pierre Njanka       | 15. ožujka 1975.   | Olympic Mvolyé       |
| 7         | Napadač       | François Omam-Biyik | 21. svibnja 1966.  | Sampdoria            |
| 8         | Vezni         | Didier Angibeaud    | 8. listopada 1974. | Nice                 |
| 9         | Napadač       | Alphonse Tchami     | 14. rujna 1971.    | Hertha Berlin        |
| 10        | Napadač       | Patrick M'Boma      | 15. studenog 1970. | Gamba Osaka          |
| 11        | Napadač       | Samuel Eto'o        | 10. ožujka 1981.   | Leganés              |
| 12        | Branič        | Lauren              | 19. siječnja 1977. | Levante              |
| 13        | Branič        | Patrice Abanda      | 3. kolovoza 1978.  | Tonnerre Yaoundé     |
| 14        | Vezni         | Augustine Simo      | 18. rujna 1978.    | AS Saint-Étienne     |
| 15        | Vezni         | Joseph N'Do         | 28. travnja 1976.  | Cotonsport Garoua    |
| 16        | Vratar        | William Andem       | 14. lipnja 1968.   | Boavista             |
| 17        | Branič        | Michel Pensée       | 16. lipnja 1973.   | Cheonan Ilhwa Chunma |
| 18        | Napadač       | Samuel Ipoua        | 1. ožujka 1973.    | Rapid Beč            |
| 19        | Vezni         | Marcel Mahouvé      | 16. siječnja 1973. | Montpellier          |
| 20        | Vezni         | Salomon Olembé      | 8. prosinca 1980.  | Nantes               |
| 21        | Napadač       | Joseph-Désiré Job   | 1. prosinca 1977.  | Olympique Lyon       |
| 22        | Vratar        | Alioum Boukar       | 3. siječnja 1972.  | Samsunspor           |
| Izbornik: | Claude Le Roy |                     |                    |                      |

### Čile
| #         | Pozicija      | Ime                | Datum rođenja       | Klub                 |
| --------- | ------------- | ------------------ | ------------------- | -------------------- |
| 1         | Vratar        | Nelson Tapia       | 22. rujna 1966.     | Universidad Católica |
| 2         | Branič        | Cristián Castañeda | 18. rujna 1968.     | Universidad de Chile |
| 3         | Branič        | Ronald Fuentes     | 22. lipnja 1969.    | Universidad de Chile |
| 4         | Branič        | Francisco Rojas    | 22. srpnja 1974.    | Colo-Colo            |
| 5         | Branič        | Javier Margas      | 10. svibnja 1969.   | Universidad Católica |
| 6         | Branič        | Pedro Reyes        | 13. studenog 1972.  | Colo-Colo            |
| 7         | Vezni         | Nelson Parraguez   | 5. travnja 1971.    | Universidad Católica |
| 8         | Vezni         | Clarence Acuña     | 8. veljače 1975.    | Universidad de Chile |
| 9         | Napadač       | Iván Zamorano      | 18. siječnja 1967.  | Inter Milan          |
| 10        | Vezni         | José Luis Sierra   | 5. prosinca 1968.   | Colo-Colo            |
| 11        | Napadač       | Marcelo Salas      | 24. prosinca 1974.  | River Plate          |
| 12        | Vratar        | Marcelo Ramírez    | 29. svibnja 1965.   | Colo-Colo            |
| 13        | Napadač       | Manuel Neira       | 12. listopada 1977. | Colo-Colo            |
| 14        | Branič        | Miguel Ramírez     | 11. lipnja 1970.    | Universidad Católica |
| 15        | Branič        | Moisés Villarroel  | 12. veljače 1976.   | Santiago Wanderers   |
| 16        | Branič        | Mauricio Aros      | 9. ožujka 1976.     | Universidad de Chile |
| 17        | Vezni         | Marcelo Vega       | 12. kolovoza 1971.  | New York MetroStars  |
| 18        | Vezni         | Luis Musrri        | 24. prosinca 1968.  | Universidad de Chile |
| 19        | Vezni         | Fernnando Cornejo  | 28. siječnja 1969.  | Cobreloa             |
| 20        | Vezni         | Fabián Estay       | 5. listopada 1968.  | Toluca               |
| 21        | Napadač       | Rodrigo Barrera    | 30. ožujka 1970.    | Universidad de Chile |
| 22        | Vratar        | Carlos Tejas       | 4. listopada 1974.  | Coquimbo Unido       |
| Izbornik: | Nelson Acosta |                    |                     |                      |

### Italija
| #         | Pozicija       | Ime                   | Datum rođenja      | Klub            |
| --------- | -------------- | --------------------- | ------------------ | --------------- |
| 1         | Vratar         | Francesco Toldo       | 2. prosinca 1971.  | Fiorentina      |
| 2         | Branič         | Giuseppe Bergomi      | 22. prosinca 1963. | Inter Milan     |
| 3         | Branič         | Paolo Maldini         | 26. lipnja 1968.   | AC Milan        |
| 4         | Branič         | Fabio Cannavaro       | 13. rujna 1973.    | Parma           |
| 5         | Branič         | Alessandro Costacurta | 24. travnja 1966.  | AC Milan        |
| 6         | Branič         | Alessandro Nesta      | 19. ožujka 1976.   | Lazio           |
| 7         | Branič         | Gianluca Pessotto     | 11. kolovoza 1970. | Juventus        |
| 8         | Branič         | Moreno Torricelli     | 23. siječnja 1970. | Juventus        |
| 9         | Vezni          | Demetrio Albertini    | 23. kolovoza 1971. | AC Milan        |
| 10        | Napadač        | Alessandro Del Piero  | 9. studenog 1974.  | Juventus        |
| 11        | Vezni          | Dino Baggio           | 24. srpnja 1971.   | Parma           |
| 12        | Vratar         | Gianluca Pagliuca     | 18. prosinca 1966. | Inter Milan     |
| 13        | Vezni          | Sandro Cois           | 9. lipnja 1972.    | Fiorentina      |
| 14        | Vezni          | Luigi Di Biagio       | 3. lipnja 1971.    | AS Roma         |
| 15        | Vezni          | Angelo Di Livio       | 26. srpnja 1966.   | Juventus        |
| 16        | Vezni          | Roberto Di Matteo     | 29. svibnja 1970.  | Chelsea         |
| 17        | Vezni          | Francesco Moriero     | 31. ožujka 1969.   | Inter Milan     |
| 18        | Napadač        | Roberto Baggio        | 18. veljače 1967.  | Bologna         |
| 19        | Napadač        | Filippo Inzaghi       | 9. kolovoza 1973.  | Juventus        |
| 20        | Napadač        | Enrico Chiesa         | 29. prosinca 1970. | Parma           |
| 21        | Napadač        | Christian Vieri       | 12. srpnja 1973.   | Atlético Madrid |
| 22        | Vratar         | Gianluigi Buffon      | 28. siječnja 1978. | Parma           |
| Izbornik: | Cesare Maldini |                       |                    |                 |

## Skupina C

### Danska
| #         | Pozicija     | Ime                | Datum rođenja       | Klub                 |
| --------- | ------------ | ------------------ | ------------------- | -------------------- |
| 1         | Vratar       | Peter Schmeichel   | 18. studenog 1963.  | Manchester United    |
| 2         | Branič       | Michael Schjønberg | 19. siječnja 1967.  | 1. FC Kaiserslautern |
| 3         | Branič       | Marc Rieper        | 5. lipnja 1968.     | Celtic               |
| 4         | Branič       | Jes Høgh           | 7. svibnja 1966.    | Fenerbahçe           |
| 5         | Branič       | Jan Heintze        | 17. kolovoza 1963.  | Bayer Leverkusen     |
| 6         | Branič       | Thomas Helveg      | 24. lipnja 1971.    | Udinese              |
| 7         | Vezni        | Allan Nielsen      | 13. ožujka 1971.    | Tottenham Hotspur    |
| 8         | Vezni        | Per Frandsen       | 6. veljače 1970.    | Bolton Wanderers     |
| 9         | Napadač      | Miklos Molnar      | 10. travnja 1970.   | Sevilla              |
| 10        | Vezni        | Michael Laudrup    | 15. lipnja 1964.    | Ajax                 |
| 11        | Napadač      | Brian Laudrup      | 22. veljače 1969.   | Glasgow Rangers      |
| 12        | Branič       | Søren Colding      | 2. rujna 1972.      | Brøndby              |
| 13        | Branič       | Jacob Laursen      | 6. listopada 1971.  | Derby County         |
| 14        | Vezni        | Morten Wieghorst   | 25. veljače 1971.   | Celtic               |
| 15        | Vezni        | Stig Tøfting       | 14. kolovoza 1969.  | Duisburg             |
| 16        | Vratar       | Mogens Krogh       | 31. listopada 1963. | Brøndby              |
| 17        | Vezni        | Bjarne Goldbæk     | 6. listopada 1968.  | F.C. København       |
| 18        | Napadač      | Peter Møller       | 23. ožujka 1972.    | PSV Eindhoven        |
| 19        | Napadač      | Ebbe Sand          | 19. srpnja 1972.    | Brøndby              |
| 20        | Branič       | René Henriksen     | 27. kolovoza 1969.  | Akademisk Boldklub   |
| 21        | Vezni        | Martin Jørgensen   | 6. listopada 1975.  | Udinese              |
| 22        | Vratar       | Peter Kjær         | 5. studenog 1965.   | Silkeborg            |
| Izbornik: | Bo Johansson |                    |                     |                      |

### Francuska
| #         | Pozicija     | Ime                | Datum rođenja       | Klub                |
| --------- | ------------ | ------------------ | ------------------- | ------------------- |
| 1         | Vratar       | Bernard Lama       | 7. travnja 1963.    | PSG                 |
| 2         | Branič       | Vincent Candela    | 24. listopada 1973. | AS Roma             |
| 3         | Branič       | Bixente Lizarazu   | 9. prosinca 1969.   | Bayern München      |
| 4         | Vezni        | Patrick Vieira     | 23. lipnja 1976.    | Arsenal             |
| 5         | Branič       | Laurent Blanc      | 19. studenog 1965.  | Olympique Marseille |
| 6         | Napadač      | Youri Djorkaeff    | 9. ožujka 1968.     | Inter Milan         |
| 7         | Vezni        | Didier Deschamps   | 15. listopada 1968. | Juventus            |
| 8         | Branič       | Marcel Desailly    | 7. rujna 1968.      | AC Milan            |
| 9         | Napadač      | Stéphane Guivarc'h | 6. rujna 1970.      | Auxerre             |
| 10        | Vezni        | Zinedine Zidane    | 23. lipnja 1972.    | Juventus            |
| 11        | Vezni        | Robert Pirès       | 29. listopada 1973. | Metz                |
| 12        | Napadač      | Thierry Henry      | 17. kolovoza 1977.  | AS Monaco           |
| 13        | Vezni        | Bernard Diomède    | 23. siječnja 1974.  | Auxerre             |
| 14        | Vezni        | Alain Boghossian   | 27. listopada 1970. | Sampdoria           |
| 15        | Branič       | Lilian Thuram      | 1. siječnja 1972.   | Parma               |
| 16        | Vratar       | Fabien Barthez     | 28. lipnja 1971.    | AS Monaco           |
| 17        | Vezni        | Emmanuel Petit     | 22. rujna 1970.     | Arsenal             |
| 18        | Branič       | Frank Lebœuf       | 22. siječnja 1968.  | Chelsea             |
| 19        | Vezni        | Christian Karembeu | 3. prosinca 1970.   | Real Madrid         |
| 20        | Napadač      | David Trezeguet    | 15. listopada 1977. | AS Monaco           |
| 21        | Napadač      | Christophe Dugarry | 24. ožujka 1972.    | Olympique Marseille |
| 22        | Vratar       | Lionel Charbonnier | 25. listopada 1966. | Auxerre             |
| Izbornik: | Aimé Jacquet |                    |                     |                     |

### Saudijska Arabija
| #         | Pozicija                | Ime                  | Datum rođenja       | Klub        |
| --------- | ----------------------- | -------------------- | ------------------- | ----------- |
| 1         | Vratar                  | Mohamed Al-Deayea    | 2. kolovoza 1972.   | Al-Ta'ee    |
| 2         | Branič                  | Mohammed Al-Jahani   | 28. rujna 1974.     | Al-Ahli     |
| 3         | Branič                  | Mohammed Al-Khilaiwi | 1. rujna 1971.      | Ittihad     |
| 4         | Vezni                   | Abdullah Zubromawi   | 15. studenog 1973.  | Al-Ahli     |
| 5         | Branič                  | Ahmad Jamil Madani   | 6. siječnja 1970.   | Ittihad     |
| 6         | Vezni                   | Fuad Anwar           | 13. listopada 1972. | Al-Shabab   |
| 7         | Napadač                 | Ibrahim Al-Shahrani  | 21. srpnja 1974.    | Al-Ahli     |
| 8         | Napadač                 | Obeid Al-Dosari      | 2. listopada 1975.  | Al-Wehda    |
| 9         | Napadač                 | Sami Al-Jaber        | 11. prosinca 1972.  | Al-Hilal    |
| 10        | Napadač                 | Saeed Al-Owairan     | 19. kolovoza 1967.  | Al-Shabab   |
| 11        | Napadač                 | Fahad Al-Mehallel    | 11. studenog 1970.  | Al-Shabab   |
| 12        | Vezni                   | Ibrahim Al-Harbi     | 10. srpnja 1975.    | Al-Nassr    |
| 13        | Branič                  | Hussein Sulaimani    | 23. siječnja 1977.  | Al-Ahli     |
| 14        | Vezni                   | Khalid Al-Muwallid   | 23. studenog 1971.  | Al-Ahli     |
| 15        | Vezni                   | Yousuf Al-Thunayan   | 18. studenog 1963.  | Al-Hilal    |
| 16        | Vezni                   | Khamis Al-Dosari     | 18. rujna 1973.     | Al-Hilal    |
| 17        | Branič                  | Ahmed Dokhi          | 25. listopada 1976. | Al-Hilal    |
| 18        | Vezni                   | Nawaf Al-Temyat      | 26. lipnja 1976.    | Al-Hilal    |
| 19        | Branič                  | Abdulaziz Al-Janoubi | 21. srpnja 1974.    | Al-Nassr    |
| 20        | Vezni                   | Hamzah Saleh         | 19. travnja 1967.   | Al-Ahli     |
| 21        | Vratar                  | Hussein Al-Sadiq     | 15. listopada 1973. | Al-Qadisiya |
| 22        | Vratar                  | Tisir Al-Antaif      | 16. veljače 1974.   | Al-Ittifaq  |
| Izbornik: | Carlos Alberto Parreira |                      |                     |             |

- Izbornik Carlos Alberto Parreira je smijenjen nakon dvije utakmice dok ga je u posljednjoj zamijenio Mohammed Al-Kharashy.

### Južnoafrička Republika
| #         | Pozicija           | Ime               | Datum rođenja       | Klub                |
| --------- | ------------------ | ----------------- | ------------------- | ------------------- |
| 1         | Vratar             | Hans Vonk         | 30. siječnja 1970.  | Heerenveen          |
| 2         | Branič             | Themba Mnguni     | 16. prosinca 1973.  | Mamelodi Sundowns   |
| 3         | Branič             | David Nyathi      | 22. ožujka 1969.    | St. Gallen          |
| 4         | Branič             | Willem Jackson    | 26. ožujka 1972.    | Orlando Pirates     |
| 5         | Branič             | Mark Fish         | 14. ožujka 1974.    | Bolton Wanderers    |
| 6         | Napadač            | Phil Masinga      | 28. lipnja 1969.    | Bari                |
| 7         | Vezni              | Quinton Fortune   | 21. svibnja 1977.   | Atlético Madrid     |
| 8         | Vezni              | Alfred Phiri      | 22. lipnja 1974.    | Vanspor             |
| 9         | Napadač            | Shaun Bartlett    | 31. listopada 1972. | Ajax Cape Town      |
| 10        | Vezni              | John Moshoeu      | 18. prosinca 1965.  | Fenerbahçe          |
| 11        | Vezni              | Helman Mkhalele   | 20. listopada 1969. | Kayserispor         |
| 12        | Napadač            | Brendan Augustine | 26. listopada 1971. | LASK Linz           |
| 13        | Napadač            | Delron Buckley    | 7. prosinca 1977.   | Bochum              |
| 14        | Napadač            | Jerry Sikhosana   | 8. lipnja 1969.     | Orlando Pirates     |
| 15        | Vezni              | Doctor Khumalo    | 26. lipnja 1967.    | Kaizer Chiefs       |
| 16        | Vratar             | Brian Baloyi      | 16. ožujka 1974.    | Kaizer Chiefs       |
| 17        | Napadač            | Benni McCarthy    | 12. studenog 1977.  | Ajax                |
| 18        | Vezni              | Lebohang Morula   | 22. prosinca 1968.  | Vanspor             |
| 19        | Branič             | Lucas Radebe      | 12. travnja 1969.   | Leeds United        |
| 20        | Vezni              | William Mokoena   | 31. ožujka 1975.    | Manning Rangers     |
| 21        | Branič             | Pierre Issa       | 11. rujna 1975.     | Olympique Marseille |
| 22        | Vratar             | Paul Evans        | 28. prosinca 1973.  | Supersport United   |
| 23        | Vratar             | Simon Gopane      | 26. prosinca 1970.  | Bloemfontein Celtic |
| Izbornik: | Philippe Troussier |                   |                     |                     |

- Vratar Andre Arendse koji je uvršten na roster, ozlijedio se prije početka Svjetskog prvenstva te ga je zamijenio Paul Evans. Također, i on se ozlijedio ubrzo nakon što je stavljen na popis tako da ga je mijenjao Simon Gopane koji je konkurirao u posljednje dvije utakmice skupine.

## Skupina D

### Bugarska
| #         | Pozicija     | Ime               | Datum rođenja       | Klub                 |
| --------- | ------------ | ----------------- | ------------------- | -------------------- |
| 1         | Vratar       | Zdravko Zdravkov  | 4. listopada 1970.  | İstanbulspor         |
| 2         | Branič       | Radostin Kišišev  | 30. srpnja 1974.    | Liteks Loveč         |
| 3         | Branič       | Trifon Ivanov     | 27. srpnja 1965.    | CSKA Sofija          |
| 4         | Branič       | Ivajlo Petkov     | 24. ožujka 1976.    | Liteks Loveč         |
| 5         | Vezni        | Ivajlo Jordanov   | 22. travnja 1968.   | Sporting Lisabon     |
| 6         | Vezni        | Zlatko Jankov     | 7. lipnja 1966.     | Bešiktaš             |
| 7         | Napadač      | Emil Kostadinov   | 12. kolovoza 1967.  | CSKA Sofija          |
| 8         | Napadač      | Hristo Stoičkov   | 8. veljače 1966.    | CSKA Sofija          |
| 9         | Napadač      | Ljuboslav Penev   | 31. kolovoza 1966.  | Compostela           |
| 10        | Vezni        | Krasimir Balakov  | 29. ožujka 1966.    | VfB Stuttgart        |
| 11        | Vezni        | Ilian Iliev       | 2. srpnja 1968.     | Bursaspor            |
| 12        | Vratar       | Borislav Mihailov | 12. veljače 1963.   | Slavija Sofija       |
| 13        | Branič       | Gošo Ginčev       | 2. prosinca 1969.   | Antalyaspor          |
| 14        | Vezni        | Marian Hristov    | 29. srpnja 1973.    | 1. FC Kaiserslautern |
| 15        | Branič       | Adalbert Zafirov  | 29. rujna 1969.     | Arminia Bielefeld    |
| 16        | Vezni        | Anatolij Nankov   | 15. srpnja 1969.    | Lokomotiv Sofija     |
| 17        | Vezni        | Stojčo Stoilov    | 15. listopada 1971. | Liteks Loveč         |
| 18        | Vezni        | Daniel Borimirov  | 15. siječnja 1970.  | 1860 München         |
| 19        | Napadač      | Georgi Bačev      | 18. travnja 1977.   | Slavija Sofija       |
| 20        | Napadač      | Georgi Ivanov     | 2. srpnja 1976.     | Levski Sofija        |
| 21        | Branič       | Rosen Kirilov     | 4. siječnja 1973.   | Liteks Loveč         |
| 22        | Vezni        | Milen Petkov      | 12. siječnja 1974.  | CSKA Sofija          |
| Izbornik: | Hristo Bonev |                   |                     |                      |

### Nigerija
| #         | Pozicija         | Ime                | Datum rođenja       | Klub                |
| --------- | ---------------- | ------------------ | ------------------- | ------------------- |
| 1         | Vratar           | Peter Rufai        | 24. kolovoza 1963.  | Deportivo La Coruña |
| 2         | Branič           | Mobi Oparaku       | 1. prosinca 1976.   | Kapellen            |
| 3         | Branič           | Celestine Babayaro | 29. kolovoza 1978.  | Chelsea             |
| 4         | Napadač          | Nwankwo Kanu       | 1. kolovoza 1976.   | Inter Milan         |
| 5         | Branič           | Uche Okechukwu     | 27. rujna 1967.     | Fenerbahçe          |
| 6         | Branič           | Taribo West        | 26. ožujka 1974.    | Inter Milan         |
| 7         | Vezni            | George Finidi      | 15. travnja 1971.   | Betis Sevilla       |
| 8         | Vezni            | Mutiu Adepoju      | 22. prosinca 1970.  | Real Sociedad       |
| 9         | Napadač          | Rashidi Yekini     | 23. listopada 1963. | FC Zürich           |
| 10        | Vezni            | Jay-Jay Okocha     | 14. kolovoza 1973.  | Fenerbahçe          |
| 11        | Vezni            | Garba Lawal        | 22. svibnja 1974.   | Roda Kerkrade       |
| 12        | Vratar           | William Okpara     | 7. svibnja 1968.    | Orlando Pirates     |
| 13        | Vezni            | Tijjani Babangida  | 25. rujna 1973.     | Ajax                |
| 14        | Napadač          | Daniel Amokachi    | 30. prosinca 1972.  | Beşiktaş            |
| 15        | Vezni            | Sunday Oliseh      | 14. rujna 1974.     | Ajax                |
| 16        | Branič           | Uche Okafor        | 8. kolovoza 1967.   | Kansas City Wizards |
| 17        | Branič           | Augustine Eguavoen | 19. kolovoza 1965.  | Torpedo Moskva      |
| 18        | Vezni            | Wilson Oruma       | 30. prosinca 1976.  | Lens                |
| 19        | Branič           | Benedict Iroha     | 29. studenog 1969.  | Elche               |
| 20        | Napadač          | Victor Ikpeba      | 12. lipnja 1973.    | AS Monaco           |
| 21        | Branič           | Godwin Okpara      | 20. rujna 1972.     | Strasbourg          |
| 22        | Vratar           | Abiodun Baruwa     | 16. studenog 1974.  | FC Sion             |
| Izbornik: | Bora Milutinović |                    |                     |                     |

### Paragvaj
| #         | Pozicija               | Ime                  | Datum rođenja      | Klub               |
| --------- | ---------------------- | -------------------- | ------------------ | ------------------ |
| 1         | Vratar                 | José Luis Chilavert  | 27. srpnja 1965.   | Vélez Sarsfield    |
| 2         | Branič                 | Francisco Arce       | 2. travnja 1971.   | Palmeiras          |
| 3         | Branič                 | Catalino Rivarola    | 30. travnja 1965.  | Grêmio             |
| 4         | Branič                 | Carlos Gamarra       | 17. veljače 1971.  | Corinthians        |
| 5         | Branič                 | Celso Ayala          | 20. kolovoza 1970. | River Plate        |
| 6         | Branič                 | Edgar Aguilera       | 28. srpnja 1975.   | Cerro Corá         |
| 7         | Vezni                  | Julio César Yegros   | 31. siječnja 1971. | Cruz Azul          |
| 8         | Napadač                | Arístides Rojas      | 12. kolovoza 1968. | Unión de Santa Fe  |
| 9         | Napadač                | José Cardozo         | 19. ožujka 1971.   | Touluca            |
| 10        | Vezni                  | Roberto Acuña        | 25. ožujka 1972.   | Real Zaragoza      |
| 11        | Branič                 | Pedro Sarabia        | 5. srpnja 1975.    | River Plate        |
| 12        | Vratar                 | Danilo Aceval        | 15. rujna 1975.    | Unión de Santa Fe  |
| 13        | Vezni                  | Carlos Paredes       | 16. srpnja 1976.   | Olimpia Asunción   |
| 14        | Branič                 | Ricardo Rojas        | 26. siječnja 1971. | Estudiantes        |
| 15        | Napadač                | Miguel Ángel Benítez | 19. svibnja 1970.  | RCD Espanyol       |
| 16        | Vezni                  | Julio César Enciso   | 5. kolovoza 1974.  | Internacional      |
| 17        | Napadač                | Hugo Brizuela        | 8. veljače 1970.   | Argentinos Juniors |
| 18        | Napadač                | César Ramírez        | 21. ožujka 1977.   | Sporting Lisabon   |
| 19        | Vezni                  | Carlos Morales       | 4. studenog 1968.  | Gimnasia de Jujuy  |
| 20        | Branič                 | Denis Caniza         | 29. kolovoza 1974. | Olimpia Asunción   |
| 21        | Vezni                  | Jorge Luis Campos    | 11. kolovoza 1970. | Beijing Guo'an     |
| 22        | Vratar                 | Rubén Ruiz Díaz      | 11. studenog 1969. | Monterrey          |
| Izbornik: | Paulo César Carpegiani |                      |                    |                    |

### Španjolska
| #         | Pozicija        | Ime                | Datum rođenja       | Klub            |
| --------- | --------------- | ------------------ | ------------------- | --------------- |
| 1         | Vratar          | Andoni Zubizarreta | 23. listopada 1961. | Valencia        |
| 2         | Branič          | Albert Ferrer      | 6. lipnja 1970.     | FC Barcelona    |
| 3         | Branič          | Agustín Aranzábal  | 15. ožujka 1973.    | Real Sociedad   |
| 4         | Branič          | Rafael Alkorta     | 16. rujna 1968.     | Athletic Bilbao |
| 5         | Branič          | Abelardo           | 19. ožujka 1970.    | FC Barcelona    |
| 6         | Branič          | Fernando Hierro    | 23. ožujka 1968.    | Real Madrid     |
| 7         | Napadač         | Fernando Morientes | 5. travnja 1976.    | Real Madrid     |
| 8         | Vezni           | Julen Guerrero     | 7. siječnja 1974.   | Athletic Bilbao |
| 9         | Napadač         | Juan Antonio Pizzi | 7. lipnja 1968.     | FC Barcelona    |
| 10        | Napadač         | Raúl               | 27. lipnja 1977.    | Real Madrid     |
| 11        | Napadač         | Alfonso            | 26. rujna 1972.     | Betis Sevilla   |
| 12        | Branič          | Sergi              | 28. prosinca 1971.  | FC Barcelona    |
| 13        | Vratar          | Santiago Cañizares | 18. prosinca 1969.  | Real Madrid     |
| 14        | Branič          | Iván Campo         | 21. veljače 1974.   | RCD Mallorca    |
| 15        | Branič          | Carlos Aguilera    | 22. svibnja 1969.   | Atlético Madrid |
| 16        | Vezni           | Albert Celades     | 29. rujna 1975.     | FC Barcelona    |
| 17        | Vezni           | Joseba Etxeberria  | 5. rujna 1977.      | Athletic Bilbao |
| 18        | Vezni           | Guillermo Amor     | 4. prosinca 1967.   | FC Barcelona    |
| 19        | Napadač         | Kiko               | 26. travnja 1972.   | Atlético Madrid |
| 20        | Branič          | Miguel Ángel Nadal | 28. srpnja 1966.    | FC Barcelona    |
| 21        | Vezni           | Luis Enrique       | 8. svibnja 1970.    | FC Barcelona    |
| 22        | Vratar          | José Molina        | 8. kolovoza 1970.   | Atlético Madrid |
| Izbornik: | Javier Clemente |                    |                     |                 |

## Skupina E

### Belgija
| #         | Pozicija        | Ime                  | Datum rođenja      | Klub                         |
| --------- | --------------- | -------------------- | ------------------ | ---------------------------- |
| 1         | Vratar          | Filip De Wilde       | 5. srpnja 1964.    | Anderlecht Bruxelles         |
| 2         | Branič          | Bertrand Crasson     | 5. listopada 1971. | Napoli                       |
| 3         | Branič          | Lorenzo Staelens     | 30. travnja 1964.  | Club Brugge                  |
| 4         | Branič          | Gordan Vidović       | 23. lipnja 1968.   | Mouscron                     |
| 5         | Branič          | Vital Borkelmans     | 1. lipnja 1963.    | Club Brugge                  |
| 6         | Vezni           | Franky Van Der Elst  | 30. travnja 1961.  | Club Brugge                  |
| 7         | Vezni           | Marc Wilmots         | 22. veljače 1969.  | Schalke 04                   |
| 8         | Napadač         | Luis Oliveira        | 24. ožujka 1969.   | Fiorentina                   |
| 9         | Napadač         | Mbo Mpenza           | 4. prosinca 1976.  | Standard Liège               |
| 10        | Napadač         | Luc Nilis            | 25. svibnja 1967.  | PSV Eindhoven                |
| 11        | Vezni           | Nico Van Kerckhoven  | 14. prosinca 1970. | Lierse                       |
| 12        | Vratar          | Philippe Vande Walle | 22. prosinca 1961. | Aalst                        |
| 13        | Vratar          | Dany Verlinden       | 15. kolovoza 1963. | Club Brugge                  |
| 14        | Vezni           | Enzo Scifo           | 19. veljače 1966.  | Anderlecht Bruxelles         |
| 15        | Vezni           | Philippe Clement     | 22. ožujka 1974.   | Genk                         |
| 16        | Branič          | Glen De Boeck        | 22. kolovoza 1971. | Anderlecht Bruxelles         |
| 17        | Branič          | Mike Verstraeten     | 12. kolovoza 1967. | Germinal Beerschot Antwerpen |
| 18        | Napadač         | Gert Verheyen        | 20. rujna 1970.    | Club Brugge                  |
| 19        | Branič          | Eric Van Meir        | 28. veljače 1968.  | Lierse                       |
| 20        | Napadač         | Émile Mpenza         | 4. srpnja 1978.    | Standard Liège               |
| 21        | Vezni           | Danny Boffin         | 10. srpnja 1965.   | Metz                         |
| 22        | Branič          | Eric Deflandre       | 2. kolovoza 1973.  | Club Brugge                  |
| Izbornik: | Georges Leekens |                      |                    |                              |

### Meksiko
| #         | Pozicija        | Ime                 | Datum rođenja       | Klub         |
| --------- | --------------- | ------------------- | ------------------- | ------------ |
| 1         | Vratar          | Jorge Campos        | 15. listopada 1966. | Chicago Fire |
| 2         | Branič          | Claudio Suárez      | 17. prosinca 1968.  | Guadalajara  |
| 3         | Branič          | Joel Sánchez        | 17. kolovoza 1974.  | Guadalajara  |
| 4         | Vezni           | Germán Villa        | 2. travnja 1973.    | Club América |
| 5         | Branič          | Duilio Davino       | 21. ožujka 1976.    | Club América |
| 6         | Vezni           | Marcelino Bernal    | 27. svibnja 1962.   | Monterrey    |
| 7         | Vezni           | Ramón Ramírez       | 5. prosinca 1969.   | Guadalajara  |
| 8         | Vezni           | Alberto García Aspe | 11. svibnja 1967.   | Club América |
| 9         | Napadač         | Ricardo Peláez      | 14. ožujka 1963.    | Club América |
| 10        | Napadač         | Luis García         | 1. lipnja 1969.     | Atlante      |
| 11        | Napadač         | Cuauhtémoc Blanco   | 17. siječnja 1973.  | Necaxa       |
| 12        | Vratar          | Oswaldo Sánchez     | 21. rujna 1973.     | Club América |
| 13        | Vezni           | Pável Pardo         | 26. srpnja 1976.    | Atlas        |
| 14        | Vezni           | Raúl Lara           | 28. veljače 1973.   | Club América |
| 15        | Napadač         | Luis Hernández      | 22. prosinca 1968.  | Necaxa       |
| 16        | Branič          | Isaac Terrazas      | 17. travnja 1975.   | Club América |
| 17        | Napadač         | Francisco Palencia  | 28. travnja 1973.   | Cruz Azul    |
| 18        | Branič          | Salvador Carmona    | 22. kolovoza 1975.  | Toluca       |
| 19        | Vezni           | Braulio Runa        | 8. rujna 1974.      | UNAM Pumas   |
| 20        | Vezni           | Jaime Ordiales      | 23. prosinca 1962.  | Toluca       |
| 21        | Vezni           | Jesús Arellano      | 8. svibnja 1973.    | Guadalajara  |
| 22        | Vratar          | Óscar Pérez         | 1. veljače 1973.    | Cruz Azul    |
| Izbornik: | Manuel Lapuente |                     |                     |              |

### Nizozemska
| #         | Pozicija     | Ime                      | Datum rođenja       | Klub                |
| --------- | ------------ | ------------------------ | ------------------- | ------------------- |
| 1         | Vratar       | Edwin van der Sar        | 29. listopada 1970. | Ajax                |
| 2         | Branič       | Michael Reiziger         | 3. svibnja 1973.    | FC Barcelona        |
| 3         | Branič       | Jaap Stam                | 17. srpnja 1972.    | PSV Eindhoven       |
| 4         | Branič       | Frank de Boer            | 15. svibnja 1970.   | Ajax                |
| 5         | Branič       | Arthur Numan             | 14. prosinca 1969.  | PSV Eindhoven       |
| 6         | Vezni        | Wim Jonk                 | 12. listopada 1966. | PSV Eindhoven       |
| 7         | Vezni        | Ronald de Boer           | 15. svibnja 1970.   | Ajax                |
| 8         | Napadač      | Dennis Bergkamp          | 10. svibnja 1969.   | Arsenal             |
| 9         | Napadač      | Patrick Kluivert         | 1. srpnja 1976.     | AC Milan            |
| 10        | Vezni        | Clarence Seedorf         | 1. travnja 1976.    | Real Madrid         |
| 11        | Vezni        | Phillip Cocu             | 29. listopada 1970. | PSV Eindhoven       |
| 12        | Vezni        | Boudewijn Zenden         | 15. kolovoza 1976.  | PSV Eindhoven       |
| 13        | Branič       | André Ooijer             | 11. srpnja 1974.    | PSV Eindhoven       |
| 14        | Vezni        | Marc Overmars            | 29. ožujka 1973.    | Arsenal             |
| 15        | Branič       | Winston Bogarde          | 22. listopada 1970. | FC Barcelona        |
| 16        | Vezni        | Edgar Davids             | 13. ožujka 1973.    | Juventus            |
| 17        | Napadač      | Pierre van Hooijdonk     | 29. studenog 1969.  | Nottingham Forest   |
| 18        | Vratar       | Ed de Goey               | 20. prosinca 1966.  | Chelsea             |
| 19        | Vezni        | Giovanni van Bronckhorst | 5. veljače 1975.    | Feyenoord Rotterdam |
| 20        | Vezni        | Aron Winter              | 1. ožujka 1967.     | Inter Milan         |
| 21        | Napadač      | Jimmy Floyd Hasselbaink  | 27. ožujka 1972.    | Leeds United        |
| 22        | Vratar       | Ruud Hesp                | 31. listopada 1965. | FC Barcelona        |
| Izbornik: | Guus Hiddink |                          |                     |                     |

### Južna Koreja
| #         | Pozicija    | Ime             | Datum rođenja       | Klub                    |
| --------- | ----------- | --------------- | ------------------- | ----------------------- |
| 1         | Vratar      | Kim Byung-ji    | 8. travnja 1970.    | Ulsan Hyundai           |
| 2         | Vezni       | Choi Sung-yong  | 25. prosinca 1975.  | Sangmu                  |
| 3         | Branič      | Lee Lim-saeng   | 18. studenog 1971.  | Bucheon SK              |
| 4         | Branič      | Choi Young-il   | 25. travnja 1966.   | Busan Daewoo Royals     |
| 5         | Branič      | Lee Min-sung    | 23. lipnja 1973.    | Busan Daewoo Royals     |
| 6         | Branič      | Yoo Sang-chul   | 18. listopada 1971. | Ulsan Hyundai           |
| 7         | Vezni       | Kim Do-keun     | 2. ožujka 1972.     | Jeonnam Dragons         |
| 8         | Vezni       | Noh Jung-yoon   | 28. ožujka 1971.    | NAC Breda               |
| 9         | Napadač     | Kim Do-hoon     | 21. srpnja 1970.    | Vissel Kobe             |
| 10        | Napadač     | Choi Yong-soo   | 10. rujna 1973.     | Sangmu                  |
| 11        | Napadač     | Seo Jung-won    | 17. prosinca 1970.  | Strasbourg              |
| 12        | Branič      | Lee Sang-hun    | 11. listopada 1975. | Anyang LG Cheetahs      |
| 13        | Branič      | Kim Tae-young   | 8. studenog 1970.   | Jeonnam Dragons         |
| 14        | Vezni       | Ko Jong-soo     | 30. listopada 1978. | Suwon Samsung Bluewings |
| 15        | Vezni       | Lee Sang-yoon   | 10. travnja 1969.   | Cheonan Ilhwa Chunma    |
| 16        | Branič      | Jang Hyung-seok | 7. srpnja 1972.     | Ulsan Hyundai           |
| 17        | Vezni       | Ha Seok-ju      | 20. veljače 1968.   | Cerezo Osaka            |
| 18        | Napadač     | Hwang Sun-hong  | 14. srpnja 1968.    | Pohang Steelers         |
| 19        | Branič      | Jang Dae-il     | 9. ožujka 1975.     | Cheonan Ilhwa Chunma    |
| 20        | Branič      | Hong Myung-bo   | 12. veljače 1969.   | Bellmare Hiratsuka      |
| 21        | Napadač     | Lee Dong-gook   | 29. travnja 1979.   | Pohang Steelers         |
| 22        | Vratar      | Seo Dong-myung  | 4. svibnja 1974.    | Sangmu                  |
| Izbornik: | Cha Bum-kun |                 |                     |                         |

- Izbornik Cha Bum-kun je smijenjen nakon dvije utakmice dok ga je u posljednjoj zamijenio Kim Pyung-seok.

## Skupina F

### Njemačka
| #         | Pozicija    | Ime              | Datum rođenja       | Klub                 |
| --------- | ----------- | ---------------- | ------------------- | -------------------- |
| 1         | Vratar      | Andreas Köpke    | 12. ožujka 1962.    | Olympique Marseille  |
| 2         | Branič      | Christian Wörns  | 10. svibnja 1972.   | Bayer Leverkusen     |
| 3         | Branič      | Jörg Heinrich    | 6. prosinca 1969.   | Borussia Dortmund    |
| 4         | Branič      | Jürgen Kohler    | 6. listopada 1965.  | Borussia Dortmund    |
| 5         | Branič      | Thomas Helmer    | 21. travnja 1965.   | Bayern München       |
| 6         | Branič      | Olaf Thon        | 1. svibnja 1966.    | Schalke 04           |
| 7         | Vezni       | Andreas Möller   | 2. rujna 1967.      | Borussia Dortmund    |
| 8         | Branič      | Lothar Matthäus  | 21. ožujka 1961.    | Bayern München       |
| 9         | Napadač     | Ulf Kirsten      | 4. prosinca 1965.   | Bayer Leverkusen     |
| 10        | Vezni       | Thomas Häßler    | 30. svibnja 1966.   | Karlsruhe            |
| 11        | Napadač     | Olaf Marschall   | 19. ožujka 1966.    | 1. FC Kaiserslautern |
| 12        | Vratar      | Oliver Kahn      | 15. lipnja 1969.    | Bayern München       |
| 13        | Vezni       | Jens Jeremies    | 5. ožujka 1974.     | 1860 München         |
| 14        | Branič      | Markus Babbel    | 8. rujna 1972.      | Bayern München       |
| 15        | Vezni       | Steffen Freund   | 19. siječnja 1970.  | Borussia Dortmund    |
| 16        | Vezni       | Dietmar Hamann   | 27. kolovoza 1973.  | Bayern München       |
| 17        | Branič      | Christian Ziege  | 1. veljače 1972.    | AC Milan             |
| 18        | Napadač     | Jürgen Klinsmann | 30. srpnja 1964.    | Tottenham Hotspur    |
| 19        | Branič      | Stefan Reuter    | 16. listopada 1966. | Borussia Dortmund    |
| 20        | Napadač     | Oliver Bierhoff  | 1. svibnja 1968.    | Udinese              |
| 21        | Branič      | Michael Tarnat   | 27. listopada 1969. | Bayern München       |
| 22        | Vratar      | Jens Lehmann     | 10. studenog 1969.  | Schalke 04           |
| Izbornik: | Berti Vogts |                  |                     |                      |

- Ulf Kirsten i Olaf Marschall su prije SR Njemačke nastupali za Istočnu Njemačku.

### Iran
| #         | Pozicija     | Ime                   | Datum rođenja      | Klub              |
| --------- | ------------ | --------------------- | ------------------ | ----------------- |
| 1         | Vratar       | Ahmad Reza Abedzadeh  | 25. svibnja 1966.  | Persepolis        |
| 2         | Vezni        | Mehdi Mahdavikia      | 24. srpnja 1977.   | Persepolis        |
| 3         | Branič       | Naeim Saadavi         | 16. lipnja 1969.   | Persepolis        |
| 4         | Branič       | Mohammad Khakpour     | 20. veljače 1969.  | Bahman            |
| 5         | Branič       | Afshin Peyrovani      | 6. veljače 1970.   | Persepolis        |
| 6         | Vezni        | Karim Bagheri         | 20. veljače 1974.  | Arminia Bielefeld |
| 7         | Vezni        | Alireza Mansourian    | 12. prosinca 1971. | Esteglal          |
| 8         | Vezni        | Sirous Dinmohammadi   | 2. srpnja 1970.    | Shahrdari Tabriz  |
| 9         | Vezni        | Hamid Estili          | 1. travnja 1967.   | Bahman            |
| 10        | Napadač      | Ali Daei              | 21. ožujka 1969.   | Arminia Bielefeld |
| 11        | Napadač      | Khodadad Azizi        | 22. lipnja 1971.   | 1. FC Köln        |
| 12        | Vratar       | Nima Nakisa           | 1. svibnja 1975.   | Persepolis        |
| 13        | Napadač      | Ali Latifi            | 20. veljače 1976.  | Bahman            |
| 14        | Branič       | Nader Mohammadkhani   | 23. kolovoza 1963. | Polyacryl Esfahan |
| 15        | Branič       | Ali Akbar Ostad-Asadi | 17. rujna 1965.    | Zob-Ahan Isfahan  |
| 16        | Branič       | Reza Shahroudi        | 21. veljače 1972.  | Persepolis        |
| 17        | Branič       | Javad Zarincheh       | 23. srpnja 1966.   | Esteghlal         |
| 18        | Vezni        | Sattar Hamedani       | 6. lipnja 1974.    | Bahman            |
| 19        | Napadač      | Behnam Seraj          | 19. lipnja 1971.   | Sanat Naft Abadan |
| 20        | Branič       | Mehdi Pashazadeh      | 27. prosinca 1973. | Esteghlal         |
| 21        | Vezni        | Mehrdad Minavand      | 30. studenog 1975. | Persepolis        |
| 22        | Vratar       | Parviz Broumand       | 11. rujna 1972.    | Esteghlal         |
| Izbornik: | Jalal Talebi |                       |                    |                   |

### SAD
| #         | Pozicija      | Ime                   | Datum rođenja      | Klub                   |
| --------- | ------------- | --------------------- | ------------------ | ---------------------- |
| 1         | Vratar        | Brad Friedel          | 18. svibnja 1971.  | Liverpool              |
| 2         | Branič        | Frankie Hejduk        | 5. kolovoza 1974.  | Tampa Bay Mutiny       |
| 3         | Branič        | Eddie Pope            | 24. prosinca 1973. | DC United              |
| 4         | Branič        | Mike Burns            | 14. rujna 1970.    | New England Revolution |
| 5         | Branič        | Thomas Dooley         | 5. prosinca 1961.  | Columbus Crew          |
| 6         | Branič        | David Regis           | 2. prosinca 1968.  | Karlsruhe              |
| 7         | Napadač       | Roy Wegerle           | 19. ožujka 1964.   | Tampa Bay Mutiny       |
| 8         | Vezni         | Earnie Stewart        | 28. ožujka 1969.   | NAC Breda              |
| 9         | Napadač       | Joe-Max Moore         | 23. veljače 1971.  | New England Revolution |
| 10        | Vezni         | Tab Ramos             | 21. rujna 1966.    | New York MetroStars    |
| 11        | Napadač       | Eric Wynalda          | 9. lipnja 1969.    | San Jose Clash         |
| 12        | Branič        | Jeff Agoos            | 2. svibnja 1968.   | DC United              |
| 13        | Vezni         | Cobi Jones            | 16. lipnja 1970.   | LA Galaxy              |
| 14        | Vezni         | Predrag Radosavljević | 24. lipnja 1963.   | Kansas City Wizards    |
| 15        | Vezni         | Chad Deering          | 2. rujna 1970.     | Wolfsburg              |
| 16        | Vratar        | Juergen Sommer        | 27. veljače 1969.  | Columbus Crew          |
| 17        | Branič        | Marcelo Balboa        | 8. kolovoza 1967.  | Colorado Rapids        |
| 18        | Vratar        | Kasey Keller          | 29. studenog 1969. | Leicester City         |
| 19        | Vezni         | Brian Maisonneuve     | 28. lipnja 1973.   | Columbus Crew          |
| 20        | Napadač       | Brian McBride         | 19. lipnja 1972.   | Columbus Crew          |
| 21        | Vezni         | Claudio Reyna         | 20. srpnja 1973.   | Wolfsburg              |
| 22        | Branič        | Alexi Lalas           | 1. lipnja 1970.    | New York MetroStars    |
| Izbornik: | Steve Sampson |                       |                    |                        |

### SR Jugoslavija
| #         | Pozicija         | Ime                  | Datum rođenja      | Klub               |
| --------- | ---------------- | -------------------- | ------------------ | ------------------ |
| 1         | Vratar           | Ivica Kralj          | 26. ožujka 1973.   | Partizan           |
| 2         | Branič           | Zoran Mirković       | 21. rujna 1971.    | Atalanta Bergamo   |
| 3         | Branič           | Goran Đorović        | 11. studenog 1971. | Celta Vigo         |
| 4         | Vezni            | Slaviša Jokanović    | 16. kolovoza 1968. | Tenerife           |
| 5         | Branič           | Miroslav Đukić       | 19. veljače 1966.  | Valencia           |
| 6         | Branič           | Branko Brnović       | 8. kolovoza 1967.  | RCD Espanyol       |
| 7         | Vezni            | Vladimir Jugović     | 30. kolovoza 1969. | Lazio              |
| 8         | Napadač          | Dejan Savićević      | 15. rujna 1966.    | AC Milan           |
| 9         | Napadač          | Predrag Mijatović    | 19. siječnja 1969. | Real Madrid        |
| 10        | Vezni            | Dragan Stojković     | 3. ožujka 1965.    | Nagoya Grampus     |
| 11        | Branič           | Siniša Mihajlović    | 20. veljače 1969.  | Sampdoria          |
| 12        | Vratar           | Dragoje Leković      | 21. studenog 1967. | Sporting Gijón     |
| 13        | Branič           | Slobodan Komljenović | 2. siječnja 1971.  | Duisburg           |
| 14        | Branič           | Niša Saveljić        | 23. veljače 1970.  | Bordeaux           |
| 15        | Vezni            | Ljubinko Drulović    | 11. rujna 1968.    | Porto              |
| 16        | Vezni            | Željko Petrović      | 13. studenog 1965. | Urawa Red Diamonds |
| 17        | Napadač          | Savo Milošević       | 2. rujna 1973.     | Aston Villa        |
| 18        | Vezni            | Dejan Govedarica     | 14. veljače 1972.  | Lecce              |
| 19        | Vezni            | Miroslav Stević      | 7. siječnja 1970.  | 1860 München       |
| 20        | Vezni            | Dejan Stanković      | 11. rujna 1978.    | Crvena zvezda      |
| 21        | Napadač          | Perica Ognjenović    | 24. veljače 1977.  | Crvena zvezda      |
| 22        | Napadač          | Darko Kovačević      | 18. studenog 1973. | Real Sociedad      |
| Izbornik: | Slobodan Santrač |                      |                    |                    |

## Skupina G

### Kolumbija
| #         | Pozicija           | Ime                 | Datum rođenja      | Klub                   |
| --------- | ------------------ | ------------------- | ------------------ | ---------------------- |
| 1         | Vratar             | Óscar Córdoba       | 3. veljače 1970.   | Boca Juniors           |
| 2         | Branič             | Iván Córdoba        | 11. kolovoza 1976. | San Lorenzo            |
| 3         | Branič             | Ever Palacios       | 18. siječnja 1969. | Deportivo Cali         |
| 4         | Branič             | José Santa          | 12. studenog 1970. | Atlético Nacional      |
| 5         | Branič             | Jorge Bermúdez      | 18. lipnja 1971.   | Boca Juniors           |
| 6         | Vezni              | Mauricio Serna      | 22. siječnja 1968. | Boca Juniors           |
| 7         | Napadač            | Antony de Ávila     | 21. prosinca 1962. | Barcelona Guayaquil    |
| 8         | Vezni              | John Harold Lozano  | 30. ožujka 1972.   | Real Valladolid        |
| 9         | Napadač            | Adolfo Valencia     | 6. veljače 1968.   | Independiente Medellín |
| 10        | Vezni              | Carlos Valderrama   | 2. rujna 1961.     | Miami Fusion           |
| 11        | Napadač            | Faustino Asprilla   | 10. studenog 1969. | Parma                  |
| 12        | Vratar             | Miguel Calero       | 14. travnja 1971.  | Atlético Nacional      |
| 13        | Branič             | Wilmer Cabrera      | 15. rujna 1967.    | Millonarios            |
| 14        | Vezni              | Jorge Bolaño        | 28. travnja 1977.  | Atlético Junior        |
| 15        | Napadač            | Víctor Aristizábal  | 9. prosinca 1971.  | São Paulo              |
| 16        | Branič             | Luis Antonio Moreno | 25. prosinca 1970. | Deportes Tolima        |
| 17        | Vezni              | Andrés Estrada      | 12. studenog 1967. | Deportivo Cali         |
| 18        | Vezni              | John Wilmar Pérez   | 2. veljače 1970.   | Deportivo Cali         |
| 19        | Vezni              | Freddy Rincón       | 14. kolovoza 1966. | Corinthians            |
| 20        | Napadač            | Hamilton Ricard     | 12. siječnja 1974. | Middlesbrough          |
| 21        | Napadač            | Léider Preciado     | 26. veljače 1977.  | Santa Fe               |
| 22        | Vratar             | Farid Mondragón     | 21. lipnja 1971.   | Independiente          |
| Izbornik: | Hernán Darío Gómez |                     |                    |                        |

### Engleska
| #         | Pozicija     | Ime              | Datum rođenja       | Klub              |
| --------- | ------------ | ---------------- | ------------------- | ----------------- |
| 1         | Vratar       | David Seaman     | 19. rujna 1963.     | Arsenal           |
| 2         | Branič       | Sol Campbell     | 18. rujna 1974.     | Tottenham Hotspur |
| 3         | Branič       | Graeme Le Saux   | 17. listopada 1968. | Chelsea           |
| 4         | Vezni        | Paul Ince        | 21. listopada 1967. | Liverpool         |
| 5         | Branič       | Tony Adams       | 10. listopada 1966. | Arsenal           |
| 6         | Branič       | Gareth Southgate | 3. rujna 1970.      | Aston Villa       |
| 7         | Vezni        | David Beckham    | 2. svibnja 1975.    | Manchester United |
| 8         | Vezni        | David Batty      | 2. prosinca 1968.   | Newcastle United  |
| 9         | Napadač      | Alan Shearer     | 13. kolovoza 1970.  | Newcastle United  |
| 10        | Napadač      | Teddy Sheringham | 2. travnja 1966.    | Manchester United |
| 11        | Vezni        | Steve McManaman  | 11. veljače 1972.   | Liverpool         |
| 12        | Branič       | Gary Neville     | 18. veljače 1975.   | Manchester United |
| 13        | Vratar       | Nigel Martyn     | 11. kolovoza 1966.  | Leeds United      |
| 14        | Vezni        | Darren Anderton  | 3. ožujka 1972.     | Tottenham Hotspur |
| 15        | Vezni        | Paul Merson      | 20. ožujka 1968.    | Middlesbrough     |
| 16        | Vezni        | Paul Scholes     | 16. studenog 1974.  | Manchester United |
| 17        | Vezni        | Rob Lee          | 1. veljače 1966.    | Newcastle United  |
| 18        | Branič       | Martin Keown     | 24. srpnja 1966.    | Arsenal           |
| 19        | Napadač      | Les Ferdinand    | 18. prosinca 1966.  | Tottenham Hotspur |
| 20        | Napadač      | Michael Owen     | 14. prosinca 1979.  | Liverpool         |
| 21        | Branič       | Rio Ferdinand    | 7. studenog 1978.   | West Ham United   |
| 22        | Vratar       | Tim Flowers      | 3. veljače 1967.    | Blackburn Rovers  |
| Izbornik: | Glenn Hoddle |                  |                     |                   |

### Rumunjska
| #         | Pozicija          | Ime                 | Datum rođenja       | Klub                  |
| --------- | ----------------- | ------------------- | ------------------- | --------------------- |
| 1         | Vratar            | Dumitru Stângaciu   | 9. kolovoza 1964.   | Kocaelispor           |
| 2         | Branič            | Dan Petrescu        | 22. prosinca 1967.  | Chelsea               |
| 3         | Branič            | Cristian Dulca      | 25. rujna 1972.     | Rapid Bukurešt        |
| 4         | Branič            | Anton Doboş         | 13. listopada 1965. | AEK Atena             |
| 5         | Vezni             | Constantin Gâlcă    | 8. ožujka 1972.     | RCD Espanyol          |
| 6         | Branič            | Gheorghe Popescu    | 9. listopada 1967.  | Galatasaray           |
| 7         | Napadač           | Marius Lăcătuş      | 5. travnja 1964.    | Steaua Bukurešt       |
| 8         | Vezni             | Dorinel Munteanu    | 25. lipnja 1968.    | 1. FC Köln            |
| 9         | Napadač           | Viorel Moldovan     | 8. srpnja 1972.     | Coventry City         |
| 10        | Vezni             | Gheorghe Hagi       | 5. veljače 1965.    | Galatasaray           |
| 11        | Napadač           | Adrian Ilie         | 20. travnja 1974.   | Valencia              |
| 12        | Vratar            | Bogdan Stelea       | 5. prosinca 1967.   | UD Salamanca          |
| 13        | Branič            | Liviu Ciobotariu    | 26. ožujka 1971.    | Național Bukurešt     |
| 14        | Vezni             | Radu Niculescu      | 2. ožujka 1975.     | Național Bukurešt     |
| 15        | Vezni             | Lucian Marinescu    | 24. lipnja 1972.    | Rapid Bukurešt        |
| 16        | Vezni             | Gabriel Popescu     | 23. prosinca 1973.  | UD Salamanca          |
| 17        | Napadač           | Ilie Dumitrescu     | 6. siječnja 1969.   | Atlante               |
| 18        | Vezni             | Iulian Filipescu    | 29. ožujka 1974.    | Galatasaray           |
| 19        | Vezni             | Ovidiu Stîngă       | 5. prosinca 1972.   | PSV Eindhoven         |
| 20        | Branič            | Tibor Selymes       | 14. svibnja 1970.   | Anderlecht Bruxelles  |
| 21        | Napadač           | Gheorghe Craioveanu | 14. veljače 1968.   | Real Sociedad         |
| 22        | Vratar            | Florin Prunea       | 8. kolovoza 1968.   | Universitatea Craiova |
| Izbornik: | Anghel Iordănescu |                     |                     |                       |

### Tunis
| #         | Pozicija          | Ime               | Datum rođenja       | Klub           |
| --------- | ----------------- | ----------------- | ------------------- | -------------- |
| 1         | Vratar            | Chokri El Ouaer   | 15. kolovoza 1966.  | Espérance      |
| 2         | Napadač           | Imed Ben Younes   | 16. lipnja 1974.    | Étoile Sahel   |
| 3         | Branič            | Sami Trabelsi     | 4. veljače 1968.    | CS Sfaxien     |
| 4         | Branič            | Mounir Boukadida  | 24. listopada 1967. | Étoile Sahel   |
| 5         | Branič            | Hatem Trabelsi    | 25. siječnja 1977.  | CS Sfaxien     |
| 6         | Branič            | Ferid Chouchane   | 19. travnja 1973.   | Étoile Sahel   |
| 7         | Branič            | Tarek Thabet      | 16. kolovoza 1971.  | Espérance      |
| 8         | Vezni             | Zoubeir Baya      | 15. svibnja 1971.   | Freiburg       |
| 9         | Napadač           | Riadh Jelassi     | 7. srpnja 1971.     | Étoile Sahel   |
| 10        | Vezni             | Kaies Ghodhbane   | 7. siječnja 1976.   | Étoile Sahel   |
| 11        | Napadač           | Adel Sellimi      | 16. studenog 1972.  | Real Jaén      |
| 12        | Napadač           | Mourad Melki      | 9. svibnja 1975.    | Olympique Béja |
| 13        | Vezni             | Riadh Bouazizi    | 8. travnja 1973.    | Étoile Sahel   |
| 14        | Vezni             | Sirajeddine Chihi | 16. travnja 1970.   | Espérance      |
| 15        | Vezni             | Skander Souayah   | 20. studenog 1972.  | CS Sfaxien     |
| 16        | Vratar            | Radhouane Salhi   | 18. prosinca 1967.  | Étoile Sahel   |
| 17        | Vezni             | José Clayton      | 21. ožujka 1974.    | Étoile Sahel   |
| 18        | Napadač           | Mehdi Ben Slimane | 1. siječnja 1974.   | Freiburg       |
| 19        | Vezni             | Faysal Ben Ahmed  | 7. ožujka 1973.     | Espérance      |
| 20        | Branič            | Sabri Jaballah    | 28. lipnja 1973.    | Club Africain  |
| 21        | Branič            | Khaled Badra      | 8. travnja 1973.    | Espérance      |
| 22        | Vratar            | Ali Boumnijel     | 13. travnja 1966.   | Bastia         |
| Izbornik: | Henryk Kasperczak |                   |                     |                |

- Izbornik Henryk Kasperczak je smijenjen nakon dvije utakmice dok ga je u posljednjoj zamijenio Ali Selmi.

## Skupina H

### Argentina
| #         | Pozicija          | Ime                    | Datum rođenja       | Klub            |
| --------- | ----------------- | ---------------------- | ------------------- | --------------- |
| 1         | Vratar            | Carlos Roa             | 15. kolovoza 1969.  | RCD Mallorca    |
| 2         | Branič            | Roberto Ayala          | 14. travnja 1973.   | Napoli          |
| 3         | Branič            | José Chamot            | 17. svibnja 1969.   | Lazio           |
| 4         | Branič            | Mauricio Pineda        | 13. srpnja 1975.    | Udinese         |
| 5         | Vezni             | Matías Almeyda         | 21. prosinca 1973.  | Lazio           |
| 6         | Branič            | Roberto Néstor Sensini | 12. listopada 1966. | Parma           |
| 7         | Napadač           | Claudio López          | 17. srpnja 1974.    | Valencia        |
| 8         | Vezni             | Diego Simeone          | 28. travnja 1970.   | Inter Milan     |
| 9         | Napadač           | Gabriel Batistuta      | 1. veljače 1969.    | Fiorentina      |
| 10        | Vezni             | Gabriel Ortega         | 4. ožujka 1974.     | Valencia        |
| 11        | Vezni             | Juan Sebastián Verón   | 9. ožujka 1975.     | Sampdoria       |
| 12        | Vratar            | Germán Burgos          | 16. travnja 1969.   | River Plate     |
| 13        | Branič            | Pablo Paz              | 27. siječnja 1973.  | Tenerife        |
| 14        | Branič            | Nelson Vivas           | 18. listopada 1969. | Lugano          |
| 15        | Vezni             | Leonardo Astrada       | 6. siječnja 1970.   | River Plate     |
| 16        | Vezni             | Sergio Berti           | 17. veljače 1969.   | River Plate     |
| 17        | Vratar            | Pablo Cavallero        | 13. travnja 1974.   | Vélez Sarsfield |
| 18        | Napadač           | Abel Balbo             | 1. lipnja 1966.     | AS Roma         |
| 19        | Napadač           | Hernán Crespo          | 5. srpnja 1975.     | Parma           |
| 20        | Vezni             | Marcelo Gallardo       | 18. siječnja 1976.  | River Plate     |
| 21        | Napadač           | Marcelo Delgado        | 24. ožujka 1973.    | Racing Club     |
| 22        | Branič            | Javier Zanetti         | 10. kolovoza 1973.  | Inter Milan     |
| Izbornik: | Daniel Passarella |                        |                     |                 |

### Hrvatska
| #         | Pozicija      | Ime               | Datum rođenja       | Klub                 |
| --------- | ------------- | ----------------- | ------------------- | -------------------- |
| 1         | Vratar        | Dražen Ladić      | 1. siječnja 1963.   | Croatia Zagreb       |
| 2         | Napadač       | Petar Krpan       | 1. srpnja 1974.     | Osijek               |
| 3         | Branič        | Anthony Šerić     | 15. siječnja 1979.  | Hajduk Split         |
| 4         | Branič        | Igor Štimac       | 6. rujna 1967.      | Derby County         |
| 5         | Branič        | Goran Jurić       | 5. veljače 1963.    | Croatia Zagreb       |
| 6         | Branič        | Slaven Bilić      | 11. rujna 1968.     | Everton              |
| 7         | Vezni         | Aljoša Asanović   | 14. prosinca 1965.  | Napoli               |
| 8         | Vezni         | Robert Prosinečki | 12. siječnja 1969.  | Croatia Zagreb       |
| 9         | Napadač       | Davor Šuker       | 1. siječnja 1968.   | Real Madrid          |
| 10        | Vezni         | Zvone Boban       | 8. listopada 1968.  | AC Milan             |
| 11        | Vezni         | Silvio Marić      | 20. ožujka 1975.    | Croatia Zagreb       |
| 12        | Vratar        | Marjan Mrmić      | 6. svibnja 1965.    | Beşiktaş             |
| 13        | Vezni         | Mario Stanić      | 10. travnja 1972.   | Parma                |
| 14        | Vezni         | Zvonimir Soldo    | 2. studenog 1967.   | VfB Stuttgart        |
| 15        | Branič        | Igor Tudor        | 16. travnja 1978.   | Hajduk Split         |
| 16        | Napadač       | Ardian Kozniku    | 27. listopada 1967. | Bastia               |
| 17        | Branič        | Robert Jarni      | 26. listopada 1968. | Betis Sevilla        |
| 18        | Vezni         | Zoran Mamić       | 30. rujna 1971.     | Bochum               |
| 19        | Napadač       | Goran Vlaović     | 7. kolovoza 1972.   | Valencia             |
| 20        | Branič        | Dario Šimić       | 12. studenog 1975.  | Croatia Zagreb       |
| 21        | Vezni         | Krunoslav Jurčić  | 26. studenog 1969.  | Croatia Zagreb       |
| 22        | Vratar        | Vladimir Vasilj   | 6. srpnja 1975.     | Hrvatski dragovoljac |
| Izbornik: | Ćiro Blažević |                   |                     |                      |

### Jamajka
| #         | Pozicija    | Ime               | Datum rođenja       | Klub            |
| --------- | ----------- | ----------------- | ------------------- | --------------- |
| 1         | Vratar      | Warren Barrett    | 9. srpnja 1970.     | Violet Kickers  |
| 2         | Branič      | Stephen Malcolm   | 2. svibnja 1970.    | Seba United     |
| 3         | Vezni       | Chris Dawes       | 31. svibnja 1974.   | Galaxy          |
| 4         | Branič      | Linval Dixon      | 14. rujna 1971.     | Hazard          |
| 5         | Branič      | Ian Goodison      | 21. studenog 1972.  | Olympic Gardens |
| 6         | Vezni       | Fitzroy Simpson   | 26. veljače 1970.   | Portsmouth      |
| 7         | Vezni       | Peter Cargill     | 2. ožujka 1964.     | Harbour View    |
| 8         | Napadač     | Marcus Gayle      | 27. rujna 1970.     | Wimbledon       |
| 9         | Napadač     | Andy Williams     | 23. rujna 1977.     | Columbus Crew   |
| 10        | Napadač     | Walter Boyd       | 1. siječnja 1972.   | Arnett Gardens  |
| 11        | Vezni       | Theodore Whitmore | 5. kolovoza 1972.   | Seba United     |
| 12        | Branič      | Dean Sewell       | 13. travnja 1972.   | Constant Spring |
| 13        | Vratar      | Aaron Lawrence    | 11. kolovoza 1970.  | Reno            |
| 14        | Vratar      | Donovan Ricketts  | 7. lipnja 1977.     | Wadadah         |
| 15        | Branič      | Ricardo Gardner   | 25. rujna 1978.     | Harbour View    |
| 16        | Vezni       | Robbie Earle      | 25. siječnja 1965.  | Wimbledon       |
| 17        | Napadač     | Onandi Lowe       | 2. prosinca 1973.   | Harbour View    |
| 18        | Napadač     | Deon Burton       | 25. listopada 1976. | Derby County    |
| 19        | Branič      | Frank Sinclair    | 3. prosinca 1971.   | Chelsea         |
| 20        | Vezni       | Darryl Powell     | 15. studenog 1971.  | Derby County    |
| 21        | Branič      | Durrant Brown     | 8. srpnja 1964.     | Wadadah         |
| 22        | Napadač     | Paul Hall         | 3. srpnja 1972.     | Portsmouth      |
| Izbornik: | René Simões |                   |                     |                 |

### Japan
| #         | Pozicija      | Ime                  | Datum rođenja      | Klub                |
| --------- | ------------- | -------------------- | ------------------ | ------------------- |
| 1         | Vratar        | Nobuyuki Kojima      | 17. siječnja 1966. | Bellmare Hiratsuka  |
| 2         | Branič        | Akira Narahashi      | 26. studenog 1971. | Kashima Antlers     |
| 3         | Branič        | Naoki Soma           | 19. srpnja 1969.   | Kashima Antlers     |
| 4         | Branič        | Masami Ihara         | 18. rujna 1967.    | Yokohama F. Marinos |
| 5         | Branič        | Norio Omura          | 6. rujna 1969.     | Yokohama F. Marinos |
| 6         | Vezni         | Motohiro Yamaguchi   | 29. siječnja 1969. | Yokohama F. Marinos |
| 7         | Vezni         | Teruyoshi Ito        | 31. kolovoza 1974. | Shimizu S-Pulse     |
| 8         | Vezni         | Hidetoshi Nakata     | 22. siječnja 1977. | Bellmare Hiratsuka  |
| 9         | Napadač       | Masashi Nakayama     | 23. rujna 1967.    | Júbilo Iwata        |
| 10        | Vezni         | Hiroshi Nanami       | 28. studenog 1972. | Júbilo Iwata        |
| 11        | Vezni         | Shinji Ono           | 27. rujna 1979.    | Urawa Red Diamonds  |
| 12        | Napadač       | Wagner Lopes         | 29. siječnja 1969. | Bellmare Hiratsuka  |
| 13        | Vezni         | Toshihiro Hattori    | 23. rujna 1973.    | Júbilo Iwata        |
| 14        | Napadač       | Masayuki Okano       | 25. srpnja 1972.   | Urawa Red Diamonds  |
| 15        | Vezni         | Hiroaki Morishima    | 30. travnja 1972.  | Cerezo Osaka        |
| 16        | Branič        | Toshihide Saito      | 20. travnja 1973.  | Shimizu S-Pulse     |
| 17        | Branič        | Yutaka Akita         | 6. kolovoza 1970.  | Kashima Antlers     |
| 18        | Napadač       | Shoji Jo             | 17. lipnja 1975.   | Yokohama F. Marinos |
| 19        | Branič        | Eisuke Nakanishi     | 23. lipnja 1973.   | JEF United          |
| 20        | Vratar        | Yoshikatsu Kawaguchi | 15. kolovoza 1975. | Yokohama F. Marinos |
| 21        | Vratar        | Seigo Narazaki       | 15. travnja 1976.  | Yokohama F. Marinos |
| 22        | Vezni         | Takashi Hirano       | 15. srpnja 1974.   | Nagoya Grampus      |
| Izbornik: | Takeshi Okada |                      |                    |                     |